# Delobius simplex
Delobius simplex är en mångfotingart som beskrevs av Chamberlin 1915. Delobius simplex ingår i släktet Delobius och familjen stenkrypare. Inga underarter finns listade i Catalogue of Life.